# حضارة هوابينهية
الحضارة الهوابينهية

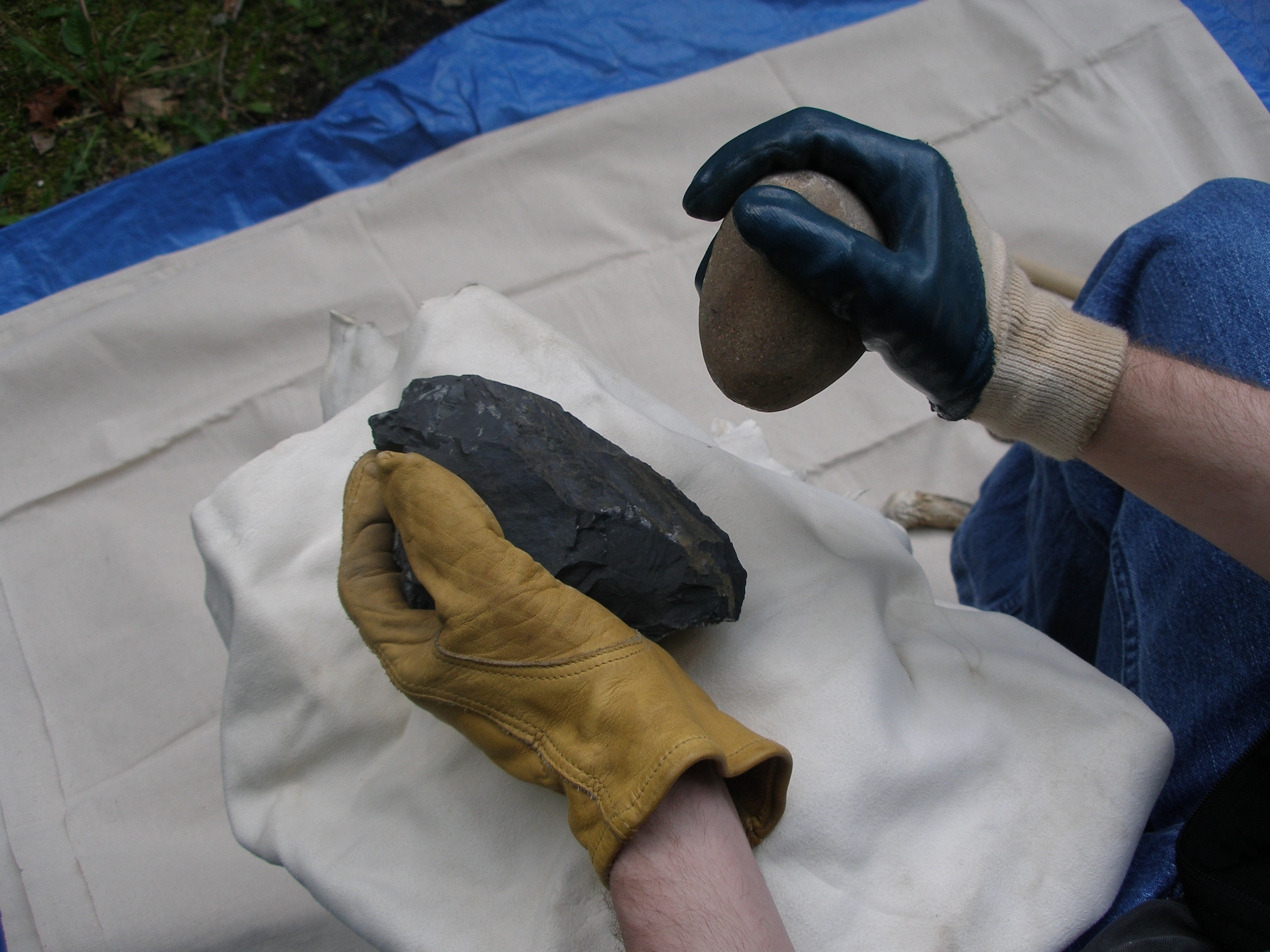

ان المصطلح التاريخي الجغرافي «هوابنهي» استخدمه أولا بعض علماء الآثار الفرنسيين ة لتعيننوع من الصناعة الحجرية من زمن الهولوسين و التي وجدت في مقاطعة هوا بينه في شمال الفيتنام .
بعد ذلك، تم استخدام هذا المصطلح لوصف صناعات مماثلة في جميع أنحاء جنوب شرق آسيا
تمتد هذه الحضارة بين 12.000 سمة و 10.000 سنة ق م